# Tellina cumingii
Tellina cumingii är en musselart som beskrevs av Sylvanus Charles Thorp Hanley 1844. Tellina cumingii ingår i släktet Tellina och familjen Tellinidae. Inga underarter finns listade i Catalogue of Life.